# 我孫子谷津ミュージアム
我孫子市谷津ミュージアム（あびこやつミュージアム）は千葉県我孫子市にある自然体験型公園。正式には単に「谷津ミュージアム」と表記される。

## 概要
本ミュージアムは、我孫子の昭和30年代の農村環境の復活を目的に我孫子市と市民グループによって保全・整備・運用されている公園。公園内は、8個のテーマごとに拠点をつくって整備がされており、稲作体験や動物・昆虫観察など色々な角度で、自然を体験することが出来る。

### ミュージアムの公園とは
ミュージアム公園とは、公園化手法の一つ。ある特定の地域の自然や文化、資源や人材を活かし、地域全体を「野外(劇場)博物館」のように計画する手法。このようなタイプの公園の場合は、通常の公園とは異なり、公園の管理やソフト運営の時に周辺住民の関わりが重要となる。

## 谷津ミュージアムの目標[1]
- 多様な生き物の種の保存と回復の推進
- 谷津環境の保全人材「谷津守人」の育成
- 伝統的な地域農業・文化の継承と新たな生活（市民）の環境の創造

## 年表
- 2002年（平成14年） - 我孫子の谷津保全事業が開始。
  - 4月17日 - 我孫子谷津ミュージアムが設置される。
- 2003年（平成16年） - 谷津（湿地・斜面林、水辺・農地等）を守るための人材（谷津守人）育成のため、谷津学校を開校
- 2004年（平成17年）5月 - 「我孫子市岡発戸・都部谷津ミュージアムの会」を発足

## 主な行事
- 谷津学校
- ビオトープの復活

## 公園利用のルール
- 我孫子市ホームページ(谷津ミュージアムへのご案内より)

## 交通
- JR成田線東我孫子駅より徒歩5分